# Aleksandr Osipienko
Aleksandr Stiepanowicz Osipienko (ros. Александр Степанович Осипенко; ur. 6 maja?/19 maja 1910 w Tureevo kula, zm. 22 lipca 1991 w Moskwie) – radziecki wojskowy, generał porucznik lotnictwa, pilot, Bohater Związku Radzieckiego.

## Życiorys
Urodził się w miejscowości Tureevo kula leżącej w Wielkim Księstwie Finlandii, w rodzinie chłopskiej. W latach 1918–1923 mieszkał w Smoleńsku, a potem we wsi Myrygino w obwodzie smoleńskim. W 1929 roku ukończył 7 klasową szkołę podstawową w Smoleńsku.
W 1929 roku wstąpił na ochotnika do Armii Czerwonej i został skierowany do Leningradzkiej Wojskowo-Teoretycznej Szkoły Sił Powietrznych, którą ukończył w 1930 roku. Po jej ukończeniu został skierowany do Borisoglebskiej Szkoły Pilotów, którą ukończył w 1932 roku. Następnie pełnił służbę jako pilot, a następnie dowódca klucza i eskadry w lotnictwie myśliwskim w Ukraińskim i Kijowskim Okręgu Wojskowym. W 1935 roku ożenił się z Poliną Gowjaz, która również była pilotem myśliwskim.
W okresie od stycznia do czerwca 1938 roku uczestniczył jako ochotnik w walkach w Hiszpanii. Początkowo był pilotem, a następnie był dowódcą eskadry myśliwskiej wyposażonej w samoloty I-15. Osobiście brał udział w 30 walkach powietrznych. Jego eskadra w sumie zestrzeliła 51 samolotów przeciwnika, nie ma jednak danych ile zestrzelił on osobiście lub wspólnie z innymi pilotami. Po powrocie do ZSRR został w dniu 22 lutego 1939 roku wyróżniony tytułem Bohatera Związku Radzieckiego za wzorowe wykonywanie zadań i męstwo wykazane w działaniach na terenie Hiszpanii.
W okresie wrzesień – październik 1938 roku – pomocnik, zastępca dowódcy brygady lotniczej w Moskiewskim Okręgu Wojskowym, a od listopada 1938 roku zastępca dowódcy lotnictwa Moskiewskiego OW. W 1939 roku ukończył wyższy kurs dowódczy w Akademii Sztabu Generalnego Robotniczo-Chłopskiej Armii Czerwonej. Przy czym po zakończeniu kursu nadal był zastępcą dowódcy lotnictwa Moskiewskiego Okręgu Wojskowego.  W trakcie ataku ZSRR na Polskę we wrześniu 1939 roku, pełnił obowiązki dowódcy lotnictwa 10 Armii.
Po czym w okresie kwiecień – sierpień 1940 roku dowódca lotnictwa 14 Armii stacjonującej w Karelii, a od sierpnia 1940 roku  dowódca 20 Mieszanej Dywizji Lotniczej w Odeskim Okręgu Wojskowym.  
Po ataku Niemiec na ZSRR nadal był dowódcą 20 Mieszanej Dywizji Lotniczej na Froncie Południowym, brał udział w walkach na terenie Mołdawii, południowej Ukrainie, Donbasie i operacji rostowskiej.
W marcu 1942 roku został szefem lotnictwa myśliwskiego Obrony Powietrznej Kraju, jednocześnie był zastępcą dowódcy Obrony Powietrznej Kraju, który odpowiadał za obronę najważniejszych ośrodków przemysłowych i politycznych ZSRR przed atakami lotniczymi. Funkcję tę pełnił do lipca 1943 roku.
We wrześniu 1943 roku został dowódcą 8 Korpusu Lotnictwa Myśliwskiego, wchodzącego w skład 16 Armii Lotniczej podporządkowanej 1 Frontowi Białoruskiemu, a od listopada 1944 roku wszedł w skład 4 Armii Lotniczej podporządkowanej 2 Frontowi Białoruskiemu. Korpusem tym dowodził września 1945 roku. W tym czasie dowodził nim w operacjach na terenie Białorusi, Polski i Niemiec.
Po zakończeniu wojny do września 1945 roku nadal dowodził 8 korpusem, a następnie był kolejno: dowódcą 7 Armii Lotniczej w Bakijskiego Okręgu Wojskowego (sierpień 1945 – sierpień 1946), dowódcą 11 Armii Lotniczej w Zakaukaskim Okręgu Wojskowym (sierpień 1946 – marzec 1947), wykładowcą na wydziale lotniczym Akademii Sztabu Generalnego (marzec 1947 – styczeń 1949), zastępcą dowódcy 17 Armii Lotniczej do spraw operacyjnych (styczeń – lipiec 1949), dowódca sił powietrznych Gorkowskiego Okręgu Wojskowego (lipiec 1949 – lipiec 1953), zastępca dowódcy 22 Armii Lotniczej do spraw obrony powietrznej (lipiec 1953 – maj 1954).
W maju 1954 roku przeniesiony do rezerwy. Podjął wtedy pracę pedagogiczną i w administracji,  kolejno był: prorektorem Moskiewskiego Instytutu Lotniczego (1962 – 1965), naczelnikiem wydziału w Ministerstwie Szkolnictwa Wyższego i Średniego RFSRR (1965 – 1972) i zastępcą przewodniczącego Akademii Nauk Pedagogicznych ZSRR (1972 – 1982).
Mieszkał w Moskwie, gdzie zmarł. Pochowany został na Cmentarzu Nowodziewiczym w Moskwie.

## Awanse
- kombrig (комбриг) (1939)
- generał major (Генерал-майор)(04.06.1940)
- generał porucznik (Генерал-лейтенант) (14.02.1943)

## Odznaczenia
- Złota Gwiazda Bohatera Związku Radzieckiego (22.02.1939)
- Order Lenina (22.02.1939)
- Order Czerwonego Sztandaru (trzykrotnie) (14.11.1938; 14.02.1943[3]; 1949)
- Order Kutuzowa I st. (29.05.1945[4])
- Order Kutuzowa II st. (10.04.1945[5])
- Order Suworowa II st. (23.07.1944[6])
- Order Wojny Ojczyźnianej I st. (11.03.1985)
- Order Czerwonego Sztandaru Pracy (09.09.1971)
- Order Czerwonej Gwiazdy (03.11.1944)
- Order „Znak Honoru” (25.05.1936)
- Medal jubileuszowy „XX lat Robotniczo-Chłopskiej Armii Czerwonej” (1938)